# جزيرة الحمام (سوريا)
جزيرة الحمام أو جزيرة النوارس وتسمى أيضا جزيرة الطيور هي واحدة من الجزر الصغيرة المتناثرة على امتداد الساحل السوري وهي لا تمتلك شهرة جزيرة أرواد في طرطوس لكنها تشكل نقطة موقع هام لأهل المنطقة والسياح والجزيرة غير مأهولة بالسكان.

## الموقع والوصف
تقع جزيرة الحمام مقابل البدروسية تقريباً ويمكن مشاهدتها من على طريق البدروسية - البسيط وهي أقرب إلى لواء اسكندرون منها إلى البدروسية، وتبعد عن الشاطئ حوالي مئة متر فقط ويمكن الوصول إليها سباحة أو بالقوارب المتوافرة خلال الموسم السياحي.
للجزيرة شكل بيضاوي متطاول حيث يبلغ طولها حوالي 200 متر، وهي قليلة العرض في نهاياتها وليس عليها أي شاطئ رملي يمكن أن يساعد برسو المراكب وأعرض نقطة فيها هي في المنتصف بعرض 45 متراً، وقد تشكل على أطرافها المواجهة لحركة الموج جرف صخري مملوء بالتجاويف، تتشكل الجزيرة من صخور رسوبية بحرية ينمو على سطحها بعض النباتات الشوكية البحرية.

## التسمية
تعود تسمية هذه الجزيرة إلى كونها مسكناً للعديد من النوارس وطيور الحمام.

## الحياة البرية على الجزيرة
1. النباتات: ينمو على الجزيرة بعض النباتات الشوكية والقليل من الشجيرات الصغيرة من الصنوبريات وبعض أعشاب البحر المتوسط.
2. الحيوانات: أغلب الحيوانات المتواجدة على الجزيرة مكونة من النوارس وطيور الحمام، والعديد من السحالي.